# شکارچی استخوان
شکارچی استخوان (انگلیسی: The Bone Collector) یک فیلم جنایی و دلهره‌آور آمریکایی به کارگردانی فیلیپ نویس که در سال ۱۹۹۹ منتشر شد.
این فیلم بر اساس رمان جنایی به همین نام در سال ۱۹۹۷ نوشته جفری دیور و دربارهٔ کارآگاه لینکلن رایم که فلج چهاراندام است. این فیلم نقدهای متفاوتی دریافت کرد و در مقابل بودجه ۴۸ میلیون دلاری حدود ۱۵۰ میلیون دلار به دست آورد.

## داستان
«لینکلن ریم» (دنزل واشینگتن) یک کارآگاه فلج است و به کمک همکارش (آنجلینا جولی) قصد دارد یک قاتل زنجیره‌ای را شناسایی و دستگیر کند.

## بازیگران
- دنزل واشینگتن
- آنجلینا جولی
- کویین لطیفه
- مایکل روکر
- لوئیس گازمن
- لیلند ارسر
- بابی کاناول
- اد اونیل
- جان بنجامین هیکی